# موراتايا
بلدية مراد أو مُرَتاية أو (نقحرة: موراتايا) (بالإسبانية: Moratalla) هي بلدية تقع في منطقة مرسية جنوب شرق إسبانيا.

## الديموغرافيا
بلغ عدد سكان بلدية مراد 8.382 نسمة عام 2011 (وفقاً للمعهد الوطني الإسباني للإحصاء).
| 8.621 | 8.574 | 8.600 | 8.473 | 8.379 | 8.455 | 8.382 |

## معرض صور

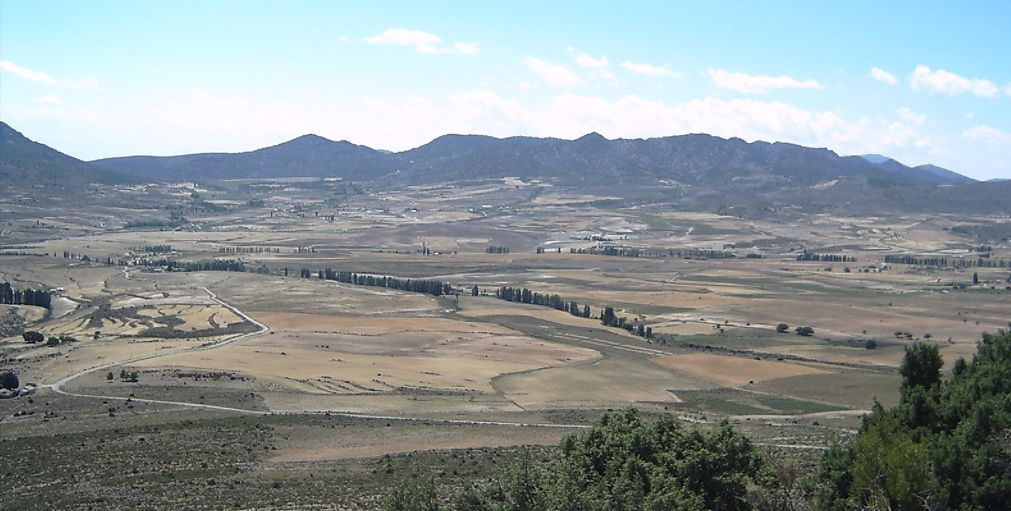
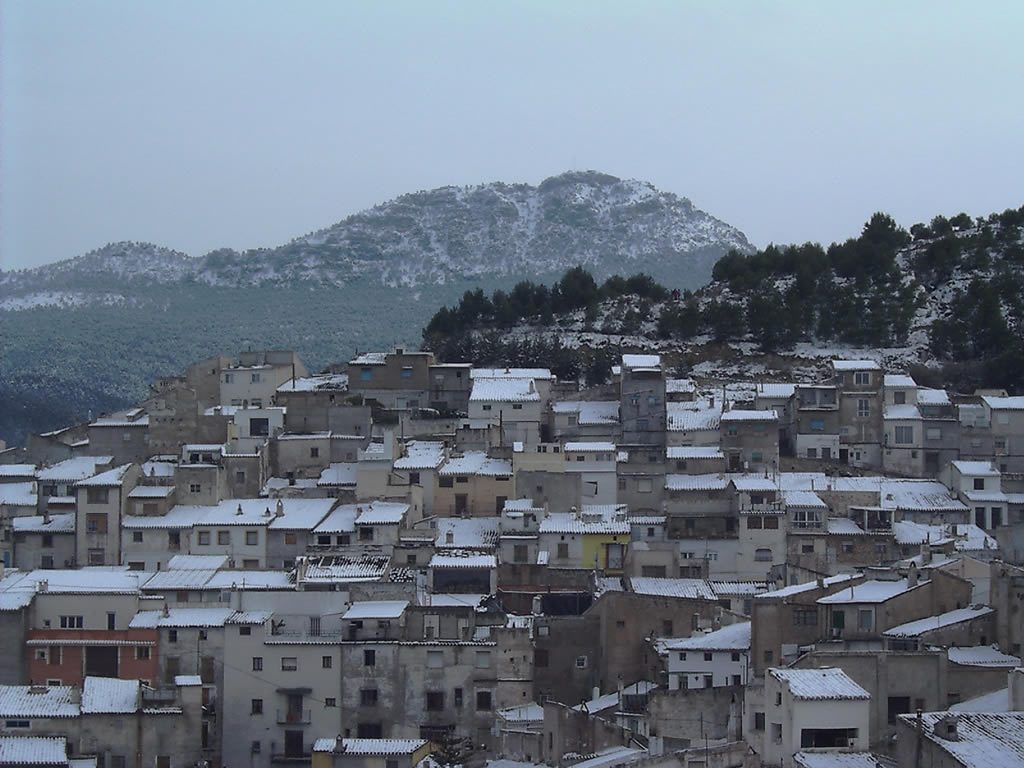
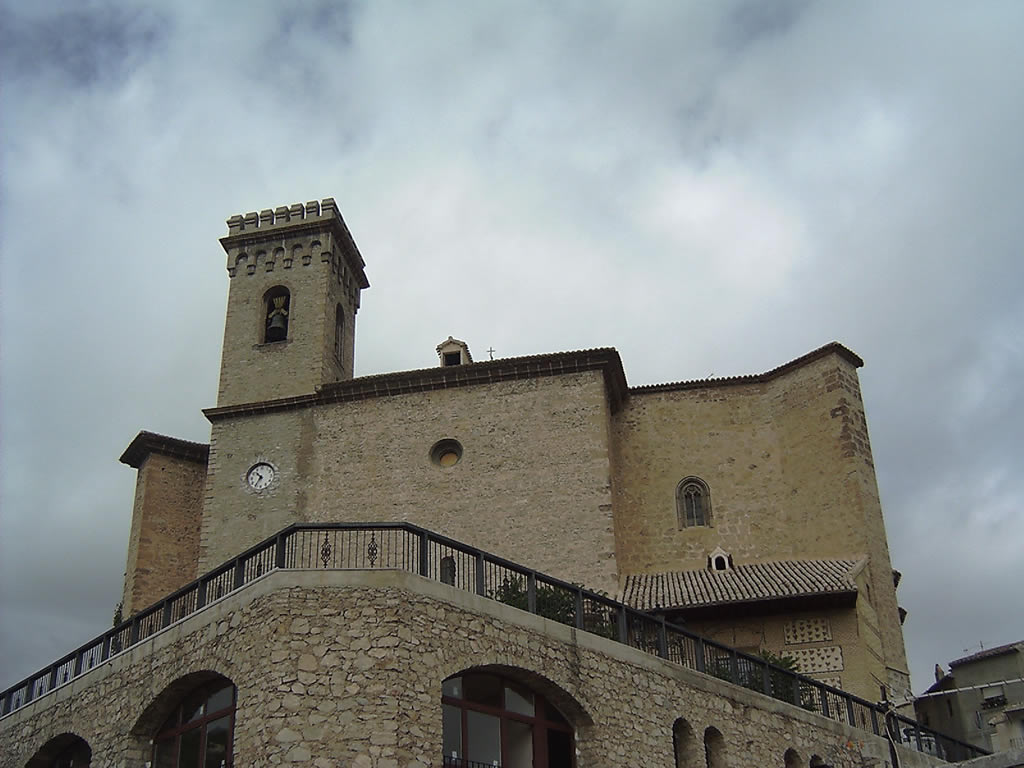
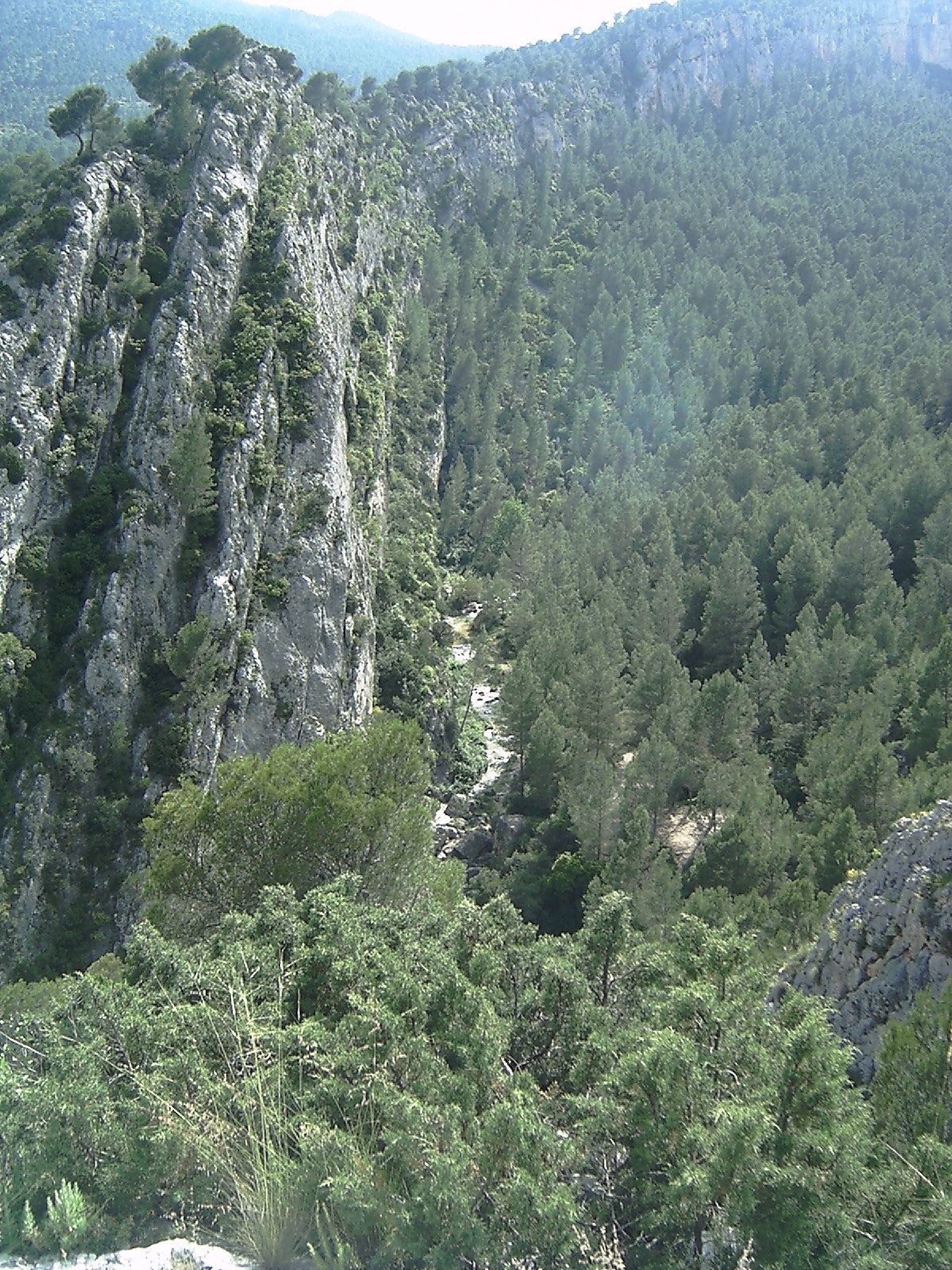